# Jan-Christopher Horak
Jan-Christopher Horak (* 1. Mai 1951 in Bad Münstereifel) ist ein deutsch-amerikanischer Filmhistoriker und Filmrestaurator. Von 1994 bis 1998 war er Leiter des Münchner Filmmuseums.

## Leben
Jan-Christopher Horak emigrierte mit seinen Eltern 1951 in die USA. Dort ging er in Chicago in die Schule.  Er kam mit seiner Familie 1964 in die Bundesrepublik Deutschland zurück und besuchte in Frankfurt am Main die American High School. Danach studierte er an den Universitäten in Ohio, Delaware und Boston. An der Universität Münster wurde er zum Dr. phil. promoviert.
Von 1984 bis 1994 war Horak beim George Eastman House als Kurator, Restaurator und Filmhistoriker beschäftigt und danach bis 1998 Leiter beim Münchner Filmmuseum. Von 1998 bis 2000 arbeitete er bei den Universal Studios und von 2000 bis 2006 beim Hollywood Entertainment Museum. Im Dezember 2007 wurde er Direktor des UCLA Film & Television Archive.
Jan-Christopher Horak hatte verschiedene Lehraufträge und veröffentlichte mehr als 300 Artikel zur Filmgeschichte.
2018 wurde Horak beim CineFest in Hamburg mit dem Reinhold Schünzel-Preis für seine Verdienste um die Pflege, Bewahrung und Verbreitung des deutschen Filmerbes ausgezeichnet.

## Werke (Auswahl)
- Film und Foto der 20er Jahre. Verlag Gerd Hatje. Stuttgart 1979, ISBN 978-3-7757-0141-9
- Anti-Nazi-Filme der deutschsprachigen Emigration von Hollywood 1939–1945, MAkS, Münster 1984 ISBN 3-88811-305-9 (Dissertation Universität Münster (Westfalen) 1984, 473 Seiten).
- Fluchtpunkt Hollywood. Eine Dokumentation zur Filmemigration nach 1933. 2., erweiterte und korrigierte Auflage unter Mitarbeit von Elisabeth Tape. MAkS – Münsteraner Arbeitskreis für Semiotik,  Münster 1986, ISBN 3-88811-303-2.
- Berge, Licht und Traum. Dr. Arnold Fanck und der deutsche Bergfilm. F. Bruckmann KG, München 1997, ISBN 3-7654-3091-9
- Saul Bass: Anatomy of Film Design. University of Kentucky Press, Lexington 2014, ISBN 978-0-8131-4718-5
- L.A. Rebellion: Creating a New Black Cinema. University of California Press, Berkeley 2015, ISBN 978-0-520-28467-8
- Herausgeber mit Andréas-Benjamin Seyfert: Enchanted by Cinema: Wilhelm Thiele between Vienna, Berlin, and Hollywood. (Film Europa: German Cinema in an International Context) Berghahn Books, New York, Oxford 2024, ISBN 978-1-80539-536-2